# Asociación Brasileña de Hispanistas

La Asociación Brasileña de Hispanistas (en portugués Associação Brasileira de Hispanistas) fue fundada el 11 de octubre de 2000, tiene su sede en la ciudad de Belo Horizonte, Brasil. En el I Congreso Brasileño de Hispanistas, cuenta actualmente con 326 miembros afiliados y vinculados a 101 instituciones de enseñanza superior de otros países y 80 brasileñas, ubicadas en 26 estados de la Unión y en el Distrito Federal, siendo que 90 de esos docentes universitarios poseen el título de doctor. La Asociación pasó a ser el espacio adecuado para concentrar y reunir a los investigadores involucrados en los temas relacionados con el hispanismo y para los consiguientes intercambios académicos que significan el fortalecimiento y el desarrollo de la investigación en las instituciones brasileñas, en los diversos campos del saber abarcados por la especialidad.

## Actividades
Del 2 al 5 de septiembre de 2008, se celebró el V Congreso Brasileño de Hispanistas / I Congreso Internacional de la Asociación Brasileña de Hispanistas, en la Facultad de Letras de la Universidade Federal de Minas Gerais. Por tanto en su quinta edición, el Congreso se transforma en el I Congreso Internacional de la Asociación Brasileña de Hispanistas. Esa ampliación se debió a los propios resultados de las ediciones anteriores del evento, que siempre habían contado con una participación considerable de invitados y participantes extranjeros. Además de eso, la divulgación del Congreso, siendo realizada en instituciones extranjeras, atraería la atención de investigadores que desarrollasen investigaciones en las áreas del evento, lo que contribuiría para el fortalecimiento del diálogo entre profesionales brasileños y del extranjero.

## Comité Directivo
La Junta Directiva se compone de:
- Presidente: Graciela Inés Ravetti de Gómez
- Vicepresidente: Silvina Liliana Carrizo
- Primer Secretario: Rômulo Monte Alto
- Segundo Secretario: Graciela Alicia Foglia
- Primer Tesorero: Marcos Antônio Alexandre
- Segundo Tesorero: Elzimar Goettenauer de Marins Costa